# Zapešće
Zapešće, zapešćaj ili metakarpus predstavlja dio ruke iza šake koji čine kosti zapešća ili metakarpalne kosti. Određuje se i kao dio između kosti pešća i palčane kosti.
Bol u zapešću može biti znak osteoartritisa zapešća ili sindroma karpalnog kanala te posljedica reumatoidnog artritisa.
Oko zapešća se, kao modni dodatak ili oznaka pripadnosti, nose narukvice, pa i ručni sat.